# San Adrián
San Adrián est une ville et une commune de la communauté forale de Navarre (Espagne).
Elle est située dans la zone non bascophone de la province. Le castillan est la seule langue officielle alors que le basque n’a pas de statut officiel.

## Géographie
La ville est située dans la comarque nommée Ribera Alta de Navarra (en français : Haute Rive de Navarre. Elle a 20,91 km2. Elle est voisine de la région de La Rioja. Le municipe est situé entre deux rivières, l'Ebre et l'Ega et dont la population utilise les ressources hydriques pour la culture, spécialement les asperges.

## Localités limitrophes
San Adrián est limitrophe au nord d'Andosilla, au sud d'Azagra, à l'est de Peralta et à l'ouest de la région de la Rioja

## Démographie
| Évolution démographique                                    | Évolution démographique | Évolution démographique | Évolution démographique | Évolution démographique | Évolution démographique | Évolution démographique | Évolution démographique | Évolution démographique | Évolution démographique | Évolution démographique |
| 1996                                                       | 1998                    | 1999                    | 2000                    | 2001                    | 2002                    | 2003                    | 2004                    | 2005                    | 2006                    | 2007                    |
| ---------------------------------------------------------- | ----------------------- | ----------------------- | ----------------------- | ----------------------- | ----------------------- | ----------------------- | ----------------------- | ----------------------- | ----------------------- | ----------------------- |
| 5 241                                                      | 5 340                   | 5 392                   | 5 330                   | 5 467                   | 5 583                   | 5 793                   | 5 940                   | 5 968                   | 5 958                   | 5 977                   |
| Sources: San Adrián et instituto de estadística de navarra |                         |                         |                         |                         |                         |                         |                         |                         |                         |                         |

### Sources
- (es) Cet article est partiellement ou en totalité issu de l’article de Wikipédia en espagnol intitulé « San Adrián (Navarra) » (voir la liste des auteurs).